# Naufrage de la Katër i Radës
 (mai 2023).
La mise en forme du texte ne suit pas les recommandations de Wikipédia : il faut le « wikifier ».
Les points d'amélioration suivants sont les cas les plus fréquents. Le détail des points à revoir est peut-être précisé sur la page de discussion.
- Les titres sont pré-formatés par le logiciel. Ils ne sont ni en capitales, ni en gras.
- Le texte ne doit pas être écrit en capitales (les noms de famille non plus), ni en gras, ni en italique, ni en « petit »…
- Le gras n'est utilisé que pour surligner le titre de l'article dans l'introduction, une seule fois.
- L'italique est rarement utilisé : mots en langue étrangère, titres d'œuvres, noms de bateaux, etc.
- Les citations ne sont pas en italique mais en corps de texte normal. Elles sont entourées par des guillemets français : « et ».
- Les listes à puces sont à éviter, des paragraphes rédigés étant largement préférés. Les tableaux sont à réserver à la présentation de données structurées (résultats, etc.).
- Les appels de note de bas de page (petits chiffres en exposant, introduits par l'outil «  Source ») sont à placer entre la fin de phrase et le point final[comme ça].
- Les liens internes (vers d'autres articles de Wikipédia) sont à choisir avec parcimonie. Créez des liens vers des articles approfondissant le sujet. Les termes génériques sans rapport avec le sujet sont à éviter, ainsi que les répétitions de liens vers un même terme.
- Les liens externes sont à placer uniquement dans une section « Liens externes », à la fin de l'article. Ces liens sont à choisir avec parcimonie suivant les règles définies. Si un lien sert de source à l'article, son insertion dans le texte est à faire par les notes de bas de page.
- La présentation des références doit suivre les conventions bibliographiques. Il est recommandé d'utiliser les modèles {{Ouvrage}}, {{Chapitre}}, {{Article}}, {{Lien web}} et/ou {{Bibliographie}}. Le mode d'édition visuel peut mettre en forme automatiquement les références.
- Insérer une infobox (cadre d'informations à droite) n'est pas obligatoire pour parachever la mise en page.

Pour une aide détaillée, merci de consulter Aide:Wikification.
Si vous pensez que ces points ont été résolus, vous pouvez retirer ce bandeau et améliorer la mise en forme d'un autre article.
 (mai 2023).
Le naufrage du Katër i Radës, également connu sous le nom de tragédie d'Otrante ou tragédie du Vendredi saint de 1997, est un accident maritime survenu le 28 mars 1997 au navire albanais du même nom.
Le navire, chargé d'environ 120 réfugiés fuyant l'Albanie en révolte, entre en collision avec la corvette Sibilla de la marine italienne dans le canal d'Otrante, alors que ce dernier bloque sa tentative de débarquement sur les côtes italiennes. Dans le naufrage qui a suivi, il y a eu 34 survivants, et 81 personnes sont mortes dont les corps ont été retrouvés. On estime entre 27 et 24 les personnes qui n'ont jamais été retrouvées.

## Contexte historique

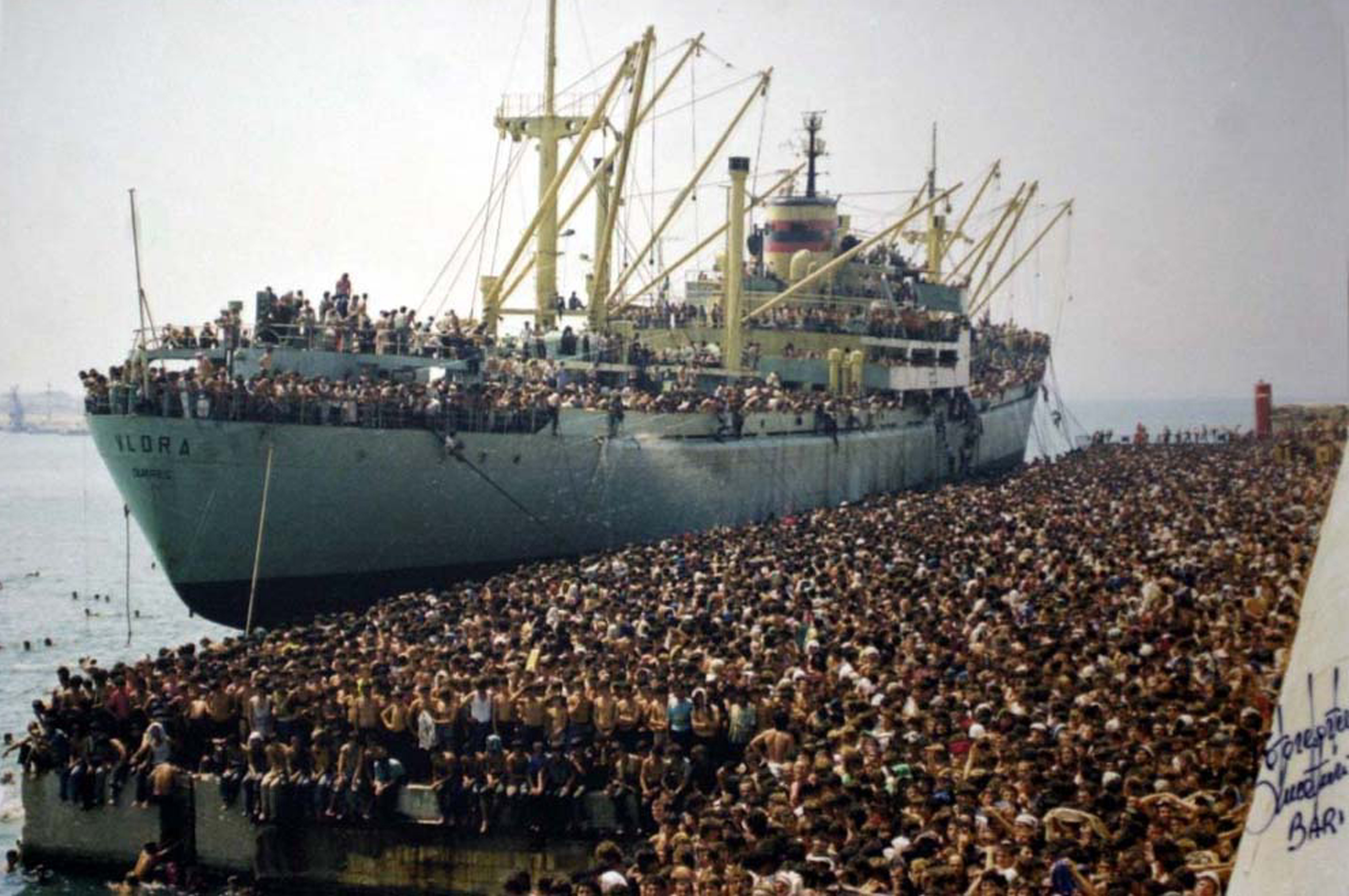
I 20.000 profughi albanesi giunti con la nave Vlora al porto di Bari l'8 agosto 1991

Après des années d'isolement forcé et une interdiction absolue d'expatriation, avec ordre d'ouvrir le feu à la frontière, lors de l'effondrement du régime socialiste en Albanie en 1990, des milliers d' Albanais ont commencé à fuir vers l'Italie et la Grèce. Deux grandes vagues de réfugiés ont atteint l'Italie, d'abord en mars, puis en août 1991. La première vague a été déclenchée par la diffusion de la nouvelle que l'Italie accordait des visas d'entrée, de sorte que des milliers de personnes ont embarqué sur des bateaux de toutes tailles au port de Durres à destination de l'Italie, cela alors que le gouvernement communiste albanais était toujours debout.
En 1997, environ 20 000 réfugiés albanais avaient déjà atteint l'Italie, la plupart d'entre eux ayant débarqués à Brindisi. Les débarquements avaient provoqué un tollé et des inquiétudes. Plusieurs journalistes ont décrit la situation comme une « invasion de barbares » sur le sol italien. À la suite de la guerre du Golfe, certains commentateurs italiens se sont également inquiétés d'un prétendu « danger islamique » des migrants. D'autres ont vu un lien entre l'invasion ottomane d'Otrante (1480-1481) à travers le détroit d'Otrante de 64 km de large et la migration contemporaine.
En janvier 1997, une crise importante a éclaté en Albanie à la suite d'une énorme escroquerie de marketing pyramidal, qui a conduit le pays à l'anarchie, au chaos, à la détérioration sociale et à la violence criminelle. Le 2 mars 1997, une rébellion a éclaté avec pour conséquence la déclaration de l'état d'urgence national et l'imposition d'un couvre-feu, suscitant de graves inquiétudes également en Italie, où l'arrivée à tout moment d'un autre grand flux migratoire était redoutée. Le gouvernement albanais a fermé l'aéroport de Tirana et les ports de Durres, Saranda et Vlora.
L'émigration albanaise vers l'Italie a atteint son apogée dans la seconde quinzaine de mars, lorsqu'il y a eu une forte pression sur les centres d'accueil italiens et provoqué une forte réaction de l'opinion publique italienne. L'Italie a alors conclu un accord bilatéral avec l'Albanie, afin que la marine italienne puisse accoster tous les navires albanais rencontrés à partir du 3 avril 1997 et les inspecter, cela pour identifier les migrants albanais potentiels se dirigeant vers l'Italie afin de les renvoyer en Albanie. En échange, le gouvernement albanais aurait obtenu une aide financière, policière et humanitaire de l'Italie. Dans les eaux internationales du détroit d'Otrante, l'opération White Flags a ainsi été mise en place, qui a donné lieu de facto un blocus naval.

## Le naufrage

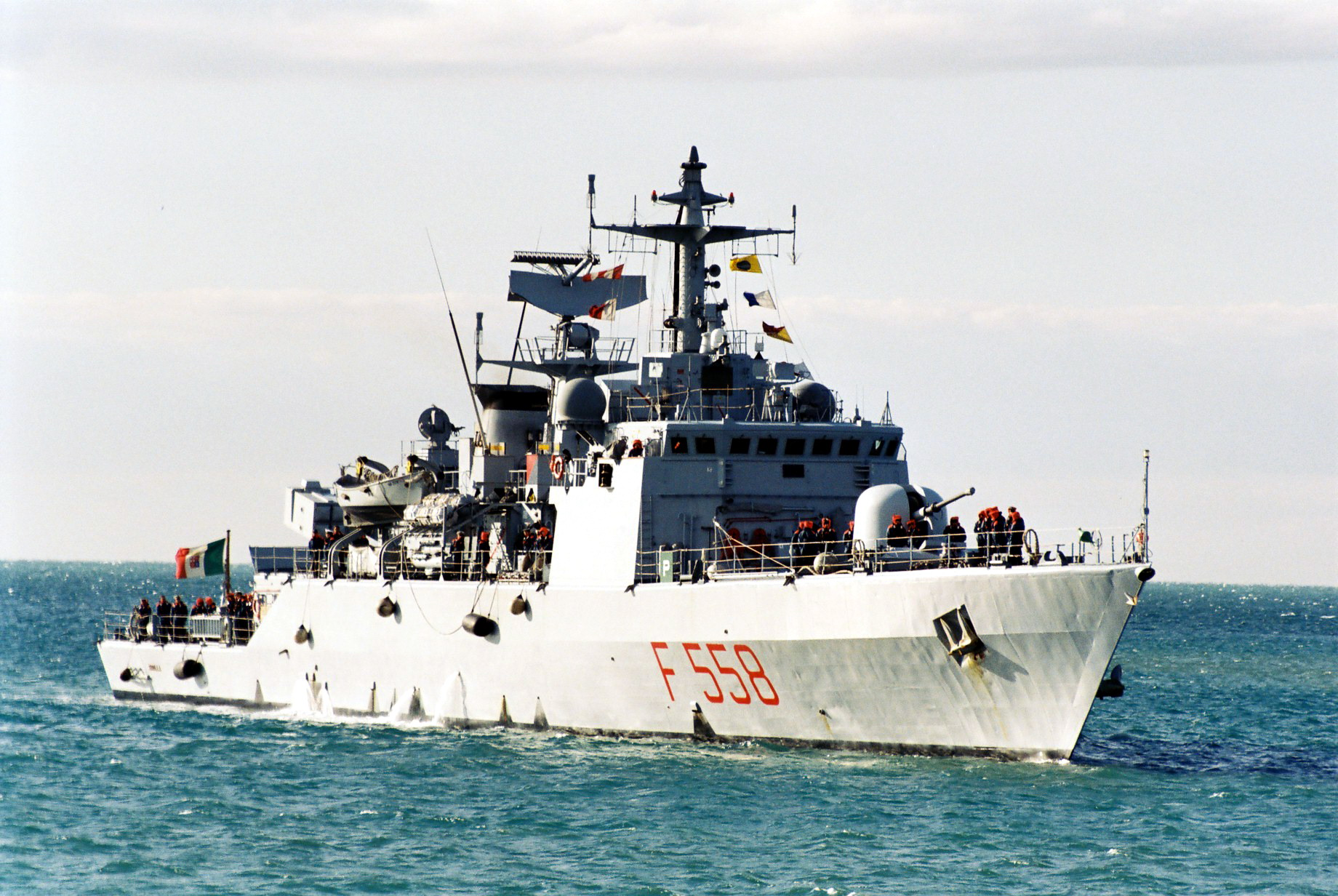
La corvette Sibilla de la marine italienne.

Le Katër i Radës avait été dérobé dans le port de Saranda par des groupes criminels qui géraient le trafic d'immigrants illégaux. Il est parti de Vlora dans l'après-midi (à 16h00) du 28 mars 1997, chargé de réfugiés tentant de rejoindre les côtes italiennes pour fuir l'Albanie en proie à l'anarchie. Sur le petit bateau, conçu pour 9 membres d'équipage, 142 personnes avaient vraisemblablement trouvé place à bord.
À 17h15, au large de l'île de Sàseno, il est aperçue par la frégate Zeffiro, engagée dans l'opération Bandiere Bianche, nom de code sous laquelle était connue l'opération de blocus naval pour limiter les débarquements des soi-disant charrettes de mer ( Italien : carrette del mare) en provenance des côtes albanaises. Le navire Zeffiro a ordonné au Katër i Radës (initialement identifié comme un bateau à moteur avec environ 30 civils à bord) de faire marche arrière, mais le navire albanais a continué. Quinze minutes plus tard, le navire est pris en charge par la corvette Sibilla, plus petite et plus agile, qui se charge d'effectuer les manœuvres de retrait, s'approchant du Katër i Radës en cercles toujours plus rapprochés.
À 18h45, il y a eu une collision qui a fait chavirer le navire albanais, qui a finalement coulé à 19h03. Selon certains témoignages, après le chavirage du navire albanais, le Sibilia se serait d'abord éloigné pour ensuite revenir environ 20 minutes plus tard. Selon d'autres témoignages, il s'agirait d'une durée beaucoup plus longue. Les corps d'au moins 52 personnes ont été immédiatement récupérés,, tandis que le nombre total de victimes a été estimé à 83 passagers. Les survivants ont été conduits au port de Brindisi, où ils sont arrivés à 02h45 le lendemain matin. Chargés dans un bus, ils se sont rendus dans un centre d'immigration pour être identifiés.

## Réactions à l'accident
Les 29 et 30 mars 1997, la nouvelle de la catastrophe a été publiée en première page de tous les journaux italiens, rapportant le sens de la gravité de l'accident, qui a été défini comme une collision ou un éperonnage.
Le 28 mars, le Conseil de sécurité des Nations unies adopte la résolution 1101 qui établit une force multinationale de protection en Albanie pour faciliter l'acheminement de l'aide humanitaire : la mission Alba est confiée au gouvernement italien et comprend la participation de 6 500 soldats de huit autres pays (Autriche, Danemark, France, Grèce, Roumanie, Slovénie, Espagne et Turquie). La raison non déclarée de l'intervention était d'endiguer le flux de réfugiés.
Le 31 mars a été proclamé jour de deuil national en Albanie.
L'incident a soulevé des questions sur l'étendue du pouvoir qu'un État peut utiliser pour se protéger contre les accès non autorisés. S'il semble que le naufrage n'était pas intentionnel, il y a eu controverse quant à savoir s'il avait été causé par des manœuvres dangereuses et si elles avaient pu être disproportionnées par rapport à la nécessité d'arrêter le navire irrégulier. Certains experts soutiennent que l'État a l'obligation de limiter les actions coercitives disproportionnées par rapport au risque d'intrusion. Le Haut-Commissariat des Nations Unies pour les réfugiés a qualifié le blocus italien d '"illégal", car l'Italie ne l'avait établi que par le biais d'un accord intergouvernemental bilatéral avec l'Albanie.

## Processus
Selon les juges, le blâme était à partager entre les capitaines des deux bateaux. Tant la sentence de première instance, arrivée en 2005, que la sentence de deuxième instance, en 2011, et celle de la cassation, en 2014, ont établi que le commandant du Katër i Radës avait effectué des manœuvres incorrectes, n'écoutant pas les commandements, tandis que la corvette italienne tentait énergiquement d'empêcher le passage. La peine de Namik Xhaferi, aux commandes du navire albanais, a été initialement de quatre ans de prison, puis réduite en appel à trois ans et dix mois, puis réduite à trois ans et six mois en Cour suprême. Celle pour Fabrizio Laudadio, commandant de la Sibilla, s'élevait initialement à trois ans, puis a été réduite à deux ans et quatre mois en appel, et définitivement à deux ans en cassation.
L'épave récupérée du navire est devenue un monument commémoratif à Otrante. Appelé L'Approdo. Work for Migrant Humanity, le monument a été réalisé par l'artiste grec Costas Varotsos.
Le 26 janvier 2000, l'interpellation parlementaire (2-02197) signée par Nardini, Giordano, Vendola, Mantovani, De Cesaris est présentée à la Chambre pour demander au Premier ministre Romano Prodi et au ministre de la Défense Beniamino Andreatta de rendre des comptes sur l'affaire à la lumière du " témoignage du lieutenant-commandant Angelo Luca Fusco dont le contenu - si avéré - indique une grave responsabilité des dirigeants militaires et politiques dans le naufrage du navire albanais". Dans un épisode de l'émission télévisée Ballarò de 2013, une déclaration a été faite par Romano Prodi, Premier ministre de l'époque : « La surveillance de l'immigration clandestine mise en œuvre en mer relève de la protection consciencieuse de notre sécurité et dans le respect de la loi que le gouvernement a le devoir de poursuivre ».

## Recours devant la Cour européenne des droits de l'homme

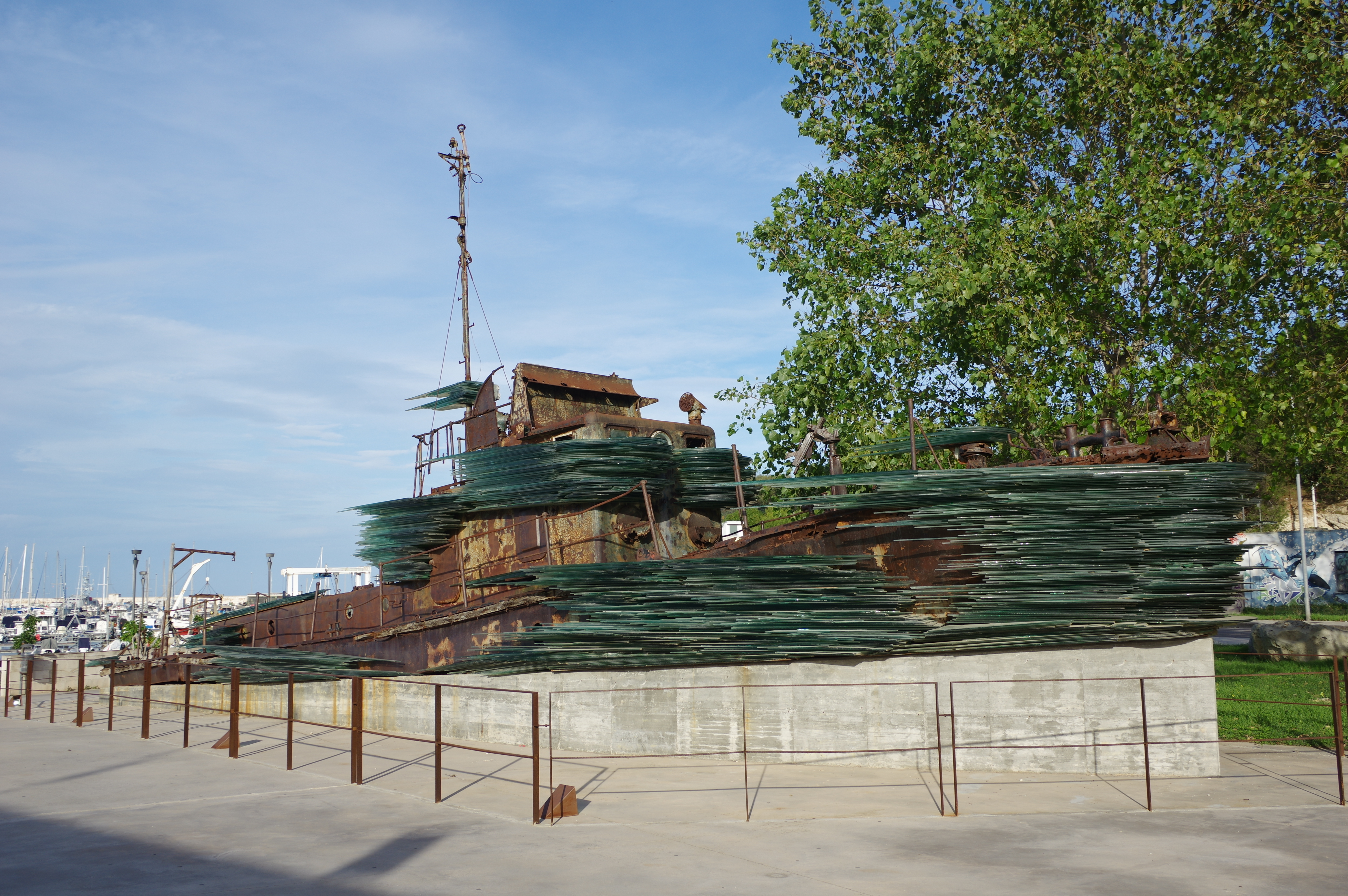
L'épave du Katër i Radës dans le mémorial de L'Approdo. Work for Migrant Humanity de Costas Varotsos (port d'Otrante).

L'affaire « Xhavara et autres contre l'Italie et l'Albanie » a été jugée irrecevable car les voies de recours internes n'étaient pas encore épuisées au moment du dépôt du recours,.
La Cour européenne des droits de l'homme a exercé sa compétence sur la base de l'accord bilatéral entre l'Albanie et l'Italie. Étant donné que le navire coulé a été récupéré à 56 km de la côte italienne, à 16 km de la côte albanaise et à 24 km des eaux territoriales albanaises, la Cour a tenu l'Italie responsable de l'accident car elle a mené des activités en dehors de sa propre juridiction; l'Italie a également été chargée de mener une enquête sur les décès, une exigence qui a été jugée satisfaite par la procédure pour homicide involontaire engagée contre le capitaine du navire italien.
Au terme de huit ans de procédure, le tribunal de Brindisi a condamné les commandants italien et albanais pour « naufrage et homicide involontaire », attribuant à chacun individuellement la responsabilité de « l'accident ». De plus, la chaîne de commandement élargie, qui a établi le cadre juridique, les discours et la consolidation des pratiques qui ont conduit au naufrage n'ont pas fait l'objet d'enquêtes judiciaires.

## Souvenir
La tragédie d'Otrante est entrée dans le répertoire des chansons folkloriques albanaises liées à l'émigration des Albanais à l'étranger. Les protagonistes de cette pratique étaient les intellectuels locaux appelés rapsod qui racontaient la mythologie du kurbet avant la Seconde Guerre mondiale avec la migration. Ils utilisent des métaphores et des outils de performance tirés de la poésie orale populaire et des lamentations mortuaires qui réagissent aux migrations pour les fixer dans la mémoire de la communauté. Cela est devenu un médium afin de répondre aux pertes de vies humaines de la tragédie d'Otrante et d'autres événements tragiques.
Quelques épaves du Kateri i Radës ont été récupérées et déposées dans un coin du port de Brindisi. Plus tard, ils ont été placés sur une plate-forme en béton dans le port d'Otrante en tant que mémorial de la catastrophe, conçu par le sculpteur grec Costas Varotsos au coût de 150 000 euros et intitulé Le Débarquement. Travailler pour l'humanité migrante. Les photographes Arta Ngucaj et Arben Beqiraj ont publié des images du navire dans le journal italo-albanais Shqiptari i Italisë, et les familles des victimes ont demandé que l'épave du Kateri i Radës soit renvoyée en Albanie.